# Districte de Macossa
El districte de Macossa és un districte de Moçambic, situat a la província de Manica. Té una superfície de 9.552 kilòmetres quadrats. En 2007 comptava amb una població de 27.636 habitants. Limita al nord amb els districtes de Guro i Tambara, a l'oest amb el districte de Báruè, al sud amb el districte de Gondola i a l'est amb els districtes de Gorongosa, Maringué i Chemba de la província de Sofala.

## Divisió administrativa
El districte està dividit en tres postos administrativos (Macossa, Nguawala i Nhamangua), compostos per les següents localitats:
- Posto Administrativo de Macossa:
  - Macossa
- Posto Administrativo de Nguawala:
  - Nguawala
- Posto Administrativo de Nhamangua:
  - Dunda
  - Nhamangua